# Chuyên viên tư vấn thống kê
Chuyên viên tư vấn thống kê cho các lời khuyên và hướng dẫn  về thống kê cho khách hàng quan tâm về việc ra quyết định thông qua việc phân tích hay thu thập số liệu. Khách hàng cần các lời khuyên để trả lời các câu hỏi về kinh doanh, y khoa, sinh học, di truyền, lâm nghiệp, nông nghiệp, nuôi trồng thủy san, quản lý động vật hoang dã, tâm lý, luật và công nghiệp. Vai trò của chuyên vân tư vấn thống thống kê thay đổi nhưng thường bao gồm một số hay tất cả các công việc sau: 

- Thiết kế nghiên cứu quan sát và các nghiên cứu thực nghiệm 

- Xây dựng, chọn lựa, đánh giá công cụ đo lường 

- Xác định cỡ mẫu phù hợp để xác định một hiệu quả giả thuyết; quyết định phương pháp chọn mẫu phù hợp để đại diện cho quần thể 

- Giám sát công tác thu thập số liệu  

- Nhập liệu, quản lý số liệu 

- Thực hiện thống kê mô tả và vẽ biểu đồ 

- Phân tích thống kê  

- Viết các nội dung thống kê cho các đề cương xin tài trợ, bản thảo, hội nghị khoa học.

Nhiều trường Đại học  cung cấp dịch vụ tư vấn thống kê cho nhà nghiên cứu và sinh viên trong trường và một số trường Đại học cung cấp dịch vụ tư vấn cho các cơ sở bên ngoài theo các thỏa thuận thương mại. Cũng có những công ty tư vấn thống kê tư nhân làm việc cho các công ty và cá nhân.